# Linda Netsman
Linda Maria Netsman, ogift Abrahamsson, född den 9 mars 1974 i Hässjö församling, Västernorrlands län, är en svensk författare, sångerska och designer.

## Biografi
Netsman växte upp i Freluga by utanför Bollnäs. Hon arbetade under många år som sångerska baserad i Stockholm, och har bland annat varit fältartist för svenska FN-trupper i Liberia, Afghanistan, Bosnien och Kosovo. 2006 köpte hon ett 160 år gammalt hus i sin barndomsby och driver där Freluga Trädgårdsscen som sedan 2008 sommartid lockat artister till Hälsingland. Hon har, tillsammans med sin hustru Jona Netsman, även blivit uppmärksammad för sina återanvända och ibland provocerande möbler med airbrushmålningar.
Netsman romandebuterade 2017 med Livet enligt Sophie Manie, som 2019 fick uppföljaren Livet på landet enligt Sophie Manie. Böckerna beskrivs som "en salig blandning av humor och allvar, lättja och eftertanke, igenkänning och nya funderingar".

### Familj
Linda Netsman är gift med Jona Netsman. Paret har två barn.